# Samah Ramadan
Samah Ramadan Mohamed –en árabe, سماح رمضان محمد– (El Cairo, 16 de abril de 1978) es una deportista egipcia que compitió en judo. Ganó dos medallas en los Juegos Panafricanos de 2007, y doce medallas en el Campeonato Africano de Judo entre los años 2001 y 2009.

## Palmarés internacional
| Juegos Panafricanos | Juegos Panafricanos          | Juegos Panafricanos | Juegos Panafricanos |
| Año                 | Lugar                        | Medalla             | Categoría           |
| ------------------- | ---------------------------- | ------------------- | ------------------- |
| 2007                | Argel (Argelia)              | Medalla de oro      | +78 kg              |
| 2007                | Argel (Argelia)              | Medalla de bronce   | Abierta             |
| Campeonato Africano |                              |                     |                     |
| Año                 | Lugar                        | Medalla             | Categoría           |
| 2001                | Trípoli (Libia)              | Medalla de oro      | +78 kg              |
| 2001                | Trípoli (Libia)              | Medalla de oro      | Abierta             |
| 2004                | Túnez (Túnez)                | Medalla de plata    | +78 kg              |
| 2004                | Túnez (Túnez)                | Medalla de plata    | Abierta             |
| 2005                | Puerto Elizabeth (Sudáfrica) | Medalla de oro      | +78 kg              |
| 2005                | Puerto Elizabeth (Sudáfrica) | Medalla de oro      | Abierta             |
| 2006                | Puerto Louis (Mauricio)      | Medalla de oro      | +78 kg              |
| 2006                | Puerto Louis (Mauricio)      | Medalla de oro      | Abierta             |
| 2008                | Agadir (Marruecos)           | Medalla de plata    | +78 kg              |
| 2008                | Agadir (Marruecos)           | Medalla de plata    | Abierta             |
| 2009                | Puerto Louis (Mauricio)      | Medalla de plata    | Abierta             |
| 2009                | Puerto Louis (Mauricio)      | Medalla de bronce   | +78 kg              |